# Withaarmelkzweefvlieg
De withaarmelkzweefvlieg (Leucozona lucorum) is een vliegensoort uit de familie van de zweefvliegen (Syrphidae). De wetenschappelijke naam van de soort is gepubliceerd in 1758 door Linnaeus in de tiende editie van Systema naturae.